# مكتبة مكة المكرمة
مكتبة مكة المكرمة مكتبة تاريخية ومعلمٌ بارزٌ وذات أثرٍ حضاريٍّ في مكة المكرمة، حيث شهدتْ مولد النبي محمد ﷺ في مكانها، وتكتسب المكتبة أهميتها التاريخية والحضارية من موقعها واحتوائها على العديد من الكتب والمخطوطات النادرة، بالإضافة إلى جهودها المستمرة في خدمة طلاب العلم والباحثين من شتى بقاع العالم.

## موقع المكتبة
تقع المكتبة في وسط مدينة مكة المكرمة في الجهة الشرقية من وادي إبراهيم الخليل؛ حيث أجمع المؤرخون أن موقعها داخل شعب بني هاشم؛ حيث كانت تحيط بها المنازل والأسواق قديما، وبعد التطور العمراني الذي تم بمكة المكرمة اندثرت تلك البيوت والأسواق، هذا وبالإضافة إلى توسعة الحرم الشريف مع الإزالة الكاملة لحي شعب بني هاشم، وأصبح مبنى المكتبة حاليًّا هو المبنى الوحيد الذي ما زال قائماً في المنطقة بين ساحات واسعة.
يُعرف مكان المكتبة تاريخيًّا بكونه مكان ميلاد النبي محمد؛ حيث يقع في حي تاريخي مزدحم بالآثار الإسلامية، وكما تذكر المخطوطات بكون المكان كان يقع به دار عبد المطلب التي قسمها بين أولاده، ومن بينهم عبد الله والد الرسول.

## مبنى المكتبة
أقيم البناء الحالي للمكتبة على أساس البناء القديم وتنظيمه، الذي في الغالب يعود تاريخيًّا للقرن العاشر الهجري.
تتكون المكتبة من دورين صغيرين في شكل مستطيل بارتفاع عشرة أمتار، مساحتها من الشرق للغرب 24 متر، ومن الشمال للجنوب 13 متر، وللمبنى ثلاث واجهات حيث الواجهة الرئيسة من الناحية الغربية مواجهة للمسجد الحرام، والواجهتان الأخريان (الشمالية والجنوبية) تطلان على ما حولهما بنوافذ خشبي.
يحتوي المبنى على أربع غرف في الجوانب الأربعة على شكل مربع، ويتوسطها قاعة كبيرة، أما الدور الثاني فهو على نفس تنسيق الدور الأول، وبه أربع ممرات تطل على القاعة الرئيسية، والمبنى الحالي مشيد بالأسمنت، وجداره مبني بالحجر والطوب الآجر.

## إنشاء المكتبة
أنشئت المكتبة رسميا عام (1370هـ-1951م)، حيث أنشأ المبنى الجديد للمكتبة أمين مكة المكرمة الشيخ عباس يوسف قطان عام برعاية الملك عبد العزيز آل سعود الذي يعود له الفضل في الاهتمام بالمكتبة؛ حيث أسند إلى الشيخ محمد الكردي مهمة تطوير المكتبة وذلك عام (1346هـ-1927م)، وقد اهتم أبناؤُه من بعده بها؛ وظلتْ هذه المكتبة من أحد العوامل المشجعة لحركة التأليف والنشر في الحجاز كلها، وعندما صدر القرار بإنشاء المبنى الجديد تحت اسم مكتبة مكة المكرمة كانت مكتبة الكردي أول مكتبة تم شراؤُها لتكون نواة المكتبة الجديدة.
تتابعت العديد من الجهات في تولي مهمة الإشراف على مكتبة مكة المكرمة، ففي الفترة من عام (1370 - 1380هـ) كانت المكتبة تتبع إداريًّا لوزارة الإعلام السعودية، وتولى إدارتها في هذه الفترة الشيخُ محمد قاسم حريري، وبعد ذلك من العام (1380 - 1414هـ) أصبحتْ تابعةً إداريًّا لوزارة الحج والأوقاف (وزارة الحج والعمرة حاليا)، وقد تولى الشيخ محمد رشيد فارس إدارتها، ثم الشيخ عبد المالك بن عبد القادر الطرابلسي الذي تولى إدارتها منذ عام (1386هـ -1967م) حتى الآن.
ومنذ عام 1414هـ صدر أمر ملكي بإنشاء وزارة الشؤون الإسلامية والأوقاف والدعوة والإرشاد؛ حيث أصبحت مكتبة مكة المكرمة تابعة لإدارتها مباشرة.

## مقتنيات المكتبة
تتوافر في المكتبة المصادر الهامة وتمتاز بنمو مجموعاتها ومقتنياتها من المخطوطات بشكل مستمر وملحوظ، بالإضافة لكثرة زوارها من الباحثين المواطنين والمقيمين والحجاج والمعتمرين وذلك بسبب قربها من الحرم المكي الشريف.
تحتوي المكتبة على كثير من المجموعات والمخطوطات؛ حيث تضم مجموعة من أهم المكتبات الخاصة لبعض المشاهير من أعلام المكيين علماء وأدباء في القرن الرابع عشر الهجري؛ حيث يبلغ تعداد هذه المكتبات ما يربو على عشر مجموعات متفاوتة في الحجم والأهمية، ولكل مكتبة قاعة خاصة تحمل اسم صاحبها، وتتنوع مصنفات الكتب من حيث المحتوى وغالبا ما تكون المصنفات في الفقه والتفسير والحديث والأدب.
وتتميز المجموعات الخاصة بأنها تشمل أكبر مجموعة من الكتب التراثية في طبعاتها الأولى، كما انها تحتوي على مجموعة كتب مطبوعة في بلاد إسلامية مختلفة، بالإضافة إلى احتوائها على مجموعات نادرة تعود طباعتها لقرن أو أكثر، وكل مكتبة تمثل شخصية صاحبها العلمية أصالة؛ لذا يجد فيها الباحث تنوعًا علميًّا وفكريًّا.

## الصحف والدوريات
إلى جانب الكتب فالمكتبة تحوي أيضا العديد من الصحف والدوريات المحلية والعربية والإسلامية النادرة، والتي تستمر في صدورها إلى الآن، بالإضافة للتي توقف صدورها.
من الصحف التي تحويها المكتبة جريدة القبلة، وحراء، والبلاد السعودية، وصوت الحجاز، والندوة، والأضواء، وعكاظ، والرياض، والجزيرة.
ومن الدوريات الأدبية الشهيرة: الرسالة، ومن المجلات المحلية: مجلة الحج والمنهل وغيرها.
وما زالت مجموعات المكتبة ومقتنياتها تتزايد إلى الآن، كما أنه تم تزويد المكتبة بنسخة كاملة مصورة على ميكروفيلم لجميع المخطوطات التي تحتفظ بها، ويساهم الكثير من المواطنين من أهل مكة وخارجها في تنمية محتوى المكتبة، بالإضافة إلى ما تمدها به الوزارة من مشتريات وكتب مهداة، كما يتبرع لها الكثير بالكتب والأدوات والأثاث المكتبي.

## الفهرسة الإلكترونية
وتمثل فهارس المجموعات الخاصة المصادر والمؤلفات التراثية والحديثة في العلوم الشرعية والعربية والتاريخية، والرياضية والفلكية والطب، ولكنها فهارس قديمة التصنيف ولذلك فهي غير دقيقة من حيث العدد والتصنيف الموضوعي والفهرسة الوصفية حتى قام عباس صالح طاشكندي أمين المجلس العلمي بجامعة الملك عبد العزيز سابقًا وعميد المكتبات بها باقتراح إدخال نظام الحوسبة الإلكترونية لفهرسة محتويات المكتبة وذلك في عام 1413هـ - 1992م، وفي عام 1415هـ - 1994م تبنى تنفيذ هذا المشروع سالم بن عبد الرحمن الجفري، مع ورثة الشيخ محمد بن لادن، فبدأ العمل في مشروع الفهرسة، واستكتب لإنجاز المشروع خمسة عشر شخصا من أقسام الدراسات العليا الشرعية بجامعة أم القرى بمكة المكرمة، واستمر العمل على هذا المشروع ستة أشهر، وبهذا تكون مكتبة مكة المكرمة أول مكتبة عامة في الحجاز تعمل على إدخال نظام الحاسب الآلي.

## مخطوطات المكتبة
تنال المخطوطات بالمكتبة عناية خاصة؛ حيث يتم التجليد الصيانة المستمرة للكتب ردءا للتمزُّق والضياع، وتعود ملكية معظم المخطوطات إلى علماء وفقهاء مكة في القرن الرابع عشر، ومن أهمهم الشيخ محمد ماجد الكردي، والشيخ عبد الحميد قدس، والشيخ علي بن حسين المالكي، والشيخ محمد بن سليمان حسب الله.
كما تحتفظ المكتبة ضمن فهارسها القديمة بفهرس خاص للمخطوطات، ولكن لم يتم له فهرسة إلكترونية حتى الآن، وقد حصل مركز البحث العلمي والتراث الإسلامي بجامعة أم القرى على ترخيص من وزارة الحج والأوقاف (وزارة الحج والعمرة حاليا) بتصوير تلك مخطوطات التي بالمكتبة على الميكروفيلم، وأصبح المتوافر من البطاقات الخاصة بالمخطوطات كما كبيرا غير مبوب ولا مصنف، ولذا فقد أصبحت الحاجة ملحة لجهود المتخصصين لتصنيف المخطوطات، فتكونت لجنة من أساتذة من جامعة أم القرى، ضمت مجموعة للدراسات الشرعية وأخرى للدراسات العربية، ومجموعة للدراسات التاريخية والحضارية، وعمل الجميع كفريق واحد في نهج التنظيم والتبويب، وتم الانتهاء في شوال عام 1412هـ والموافق أبريل 1992م، ويبلغ عدد البطاقات ألفين وثمانية وتسعين بطاقة، تمثل عناوين المخطوطات.
وتتميز مخطوطات المكتبة بأنها ضمت أكبر قدر من مؤلفات علماء مكة من محدِّثين وفقهاء ولغويين وأدباء ومؤرخين، وبعض منها مدون بخط المؤلفين أنفسهم، خاصة مؤلفات العلماء المكيين في القرن الرابع عشر الهجري، والبعض منها قام بنسخه علماء مكة بأيديهم؛ مثل منسوخات الفقيه الشيخ جعفر لبنى، والمؤرخ الشيخ أحمد الحضراوي، كما أحتوت عددا لا بأس به من المخطوطات المنسوخة بالخط الأندلسي والفارسي.
ويحتفظ قسم المخطوطات بنسخ خزائنية ذات زخارف بديعة، ورسم يدوي مذهب لبعض الآثار الإسلامية بمكة المكرمة، ومن الناحية الموضوعية فقد غطت هذه المجموعات، وشملت كافة حقول المعرفة الإسلامية النظرية والتطبيقية، وتحوي المكتبة 27 ألف كتاب، ومائة رسالة جامعية، و115 عنوان دورية.

## التاريخ

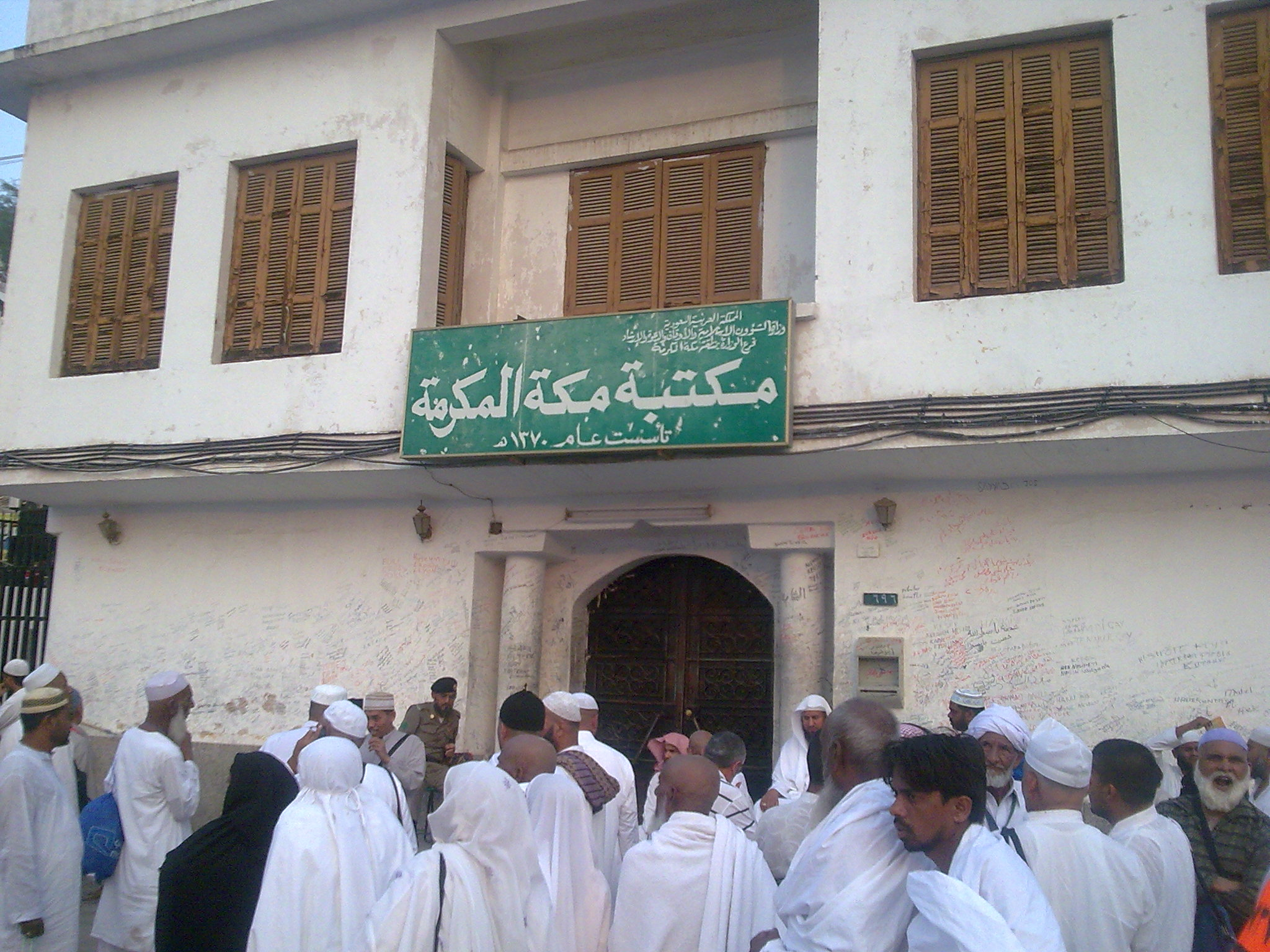
زيارة المسلمين للمكتبة في نوفمبر 2008

### الزمن القديم
حسب المصادر التاريخية التي تؤكد بأن آمنة بنت وهب أنجبت الرسول محمد  في شهر ربيع الأول ،  تقريبا في عام 53 قبل الميلاد أو 570 ميلاديًا    وكان زوجها عبد الله بن عبد المطلب قد توفي قبل ثلاثة  إلى ستة  أشهر من ميلاد الرسول محمد. 

### العصر الحديث
بعد استشارة كبار العلماء، قام الملك عبدالعزيز بن عبدالرحمن آل سعود، الملك المؤسس للمملكة العربية السعودية ، ببناء هذه المكتبة على المكان المتوقع بأنه يلاد الرسول محمد. 
1. ↑  Al-A'zami، Muhammad Mustafa (2003). The History of The Qur'anic Text: From Revelation to Compilation: A Comparative Study with the Old and New Testaments. UK Islamic Academy. ص. 22–24. ISBN:978-1-8725-3165-6.
2. ↑  Anis Ahmad (2009). "Dīn". In Esposito, John L. (ed.). Dīn - Oxford Islamic Studies Online. The Oxford Encyclopedia of the Islamic World (بالإنجليزية). أكسفورد، إنجلترا, the U.K.: دار نشر جامعة أكسفورد. Archived from the original on 2017-12-05. Retrieved 2025-07-25. A second important aspect of the meaning of the term emerges in Meccan revelations concerning the practice of the Prophet إبراهيم. Here it stands for the straight path (al-dīn al-ḥanīf) toward which Abraham and other messengers called the people [...] The Qurʿān asserts that this was the path or practice followed by Abraham [...] In the final analysis, dīn encompasses social and spiritual, as well the legal and political behaviour of the believers as a comprehensive way of life, a connotation wider than the word "religion."
3. ↑  Conrad، Lawrence I. (1987). "Abraha and Muhammad: some observations apropos of chronology and literary topoi in the early Arabic historical tradition1". Bulletin of the School of Oriental and African Studies. ج. 50 ع. 2: 225–40. DOI:10.1017/S0041977X00049016. S2CID:162350288.
4. ↑  Sherrard Beaumont Burnaby (1901). Elements of the Jewish and Muhammadan calendars: with rules and tables and explanatory notes on the Julian and Gregorian calendars. G. Bell. ص. 465.
5. ↑  Hamidullah، Muhammad (فبراير 1969). "The Nasi', the Hijrah Calendar and the Need of Preparing a New Concordance for the Hijrah and Gregorian Eras: Why the Existing Western Concordances are Not to be Relied Upon" (PDF). The Islamic Review & Arab Affairs: 6–12. مؤرشف من الأصل (PDF) في 2012-11-05.
6. ↑  "Muhammad: Prophet of Islam". Muhammad / Biography, History, & Facts / Britannica. الموسوعة البريطانية (بالإنجليزية). 28 Sep 2009. Archived from the original on 2014-10-07. Retrieved 2009-09-28. {{استشهاد بموسوعة}}: الوسيط |تاريخ الوصول= and |تاريخ-الوصول= تكرر أكثر من مرة (help)
7. ↑  Meri، Josef W. (2004). Medieval Islamic civilization. روتليدج (دار نشر). ج. 1. ص. 525. ISBN:978-0-415-96690-0. مؤرشف من الأصل في 2012-11-14. اطلع عليه بتاريخ 2013-01-03.
8. ↑  "Early Years". Al-Islam.org. 18 أكتوبر 2012. مؤرشف من الأصل في 2024-11-27. اطلع عليه بتاريخ 2018-10-18.
9. ↑  Ibrahim، Dr. Abdul-Wahhab Abu Sulaiman (7 أبريل 2012). "Establishing The Location of the Bayt al-Mawlid". Dar al-Hadith. مؤرشف من الأصل في 2024-12-03. اطلع عليه بتاريخ 2022-07-18.